# Borča

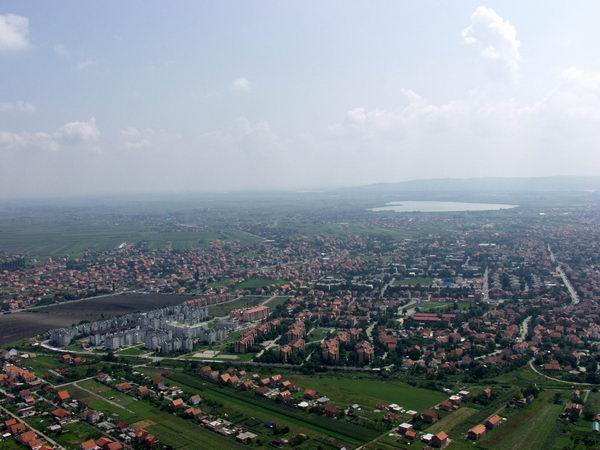
Borča, Flugaufnahme

Borča (serbisch-kyrillisch Борча) ist eine städtische Siedlung in der nördlich der Donau gelegenen Gemeinde Palilula der serbischen Hauptstadt Belgrad. Borča hat 35.150 Einwohner (Stand: 2002).

## Geschichte
Borča wurde im Jahre 1375 unter dem Namen Barcsa (oder Bercse) erstmals erwähnt. Es gehörte damals zum Königreich Ungarn. 1537 wurde der Ort von den Osmanen erobert. Während der Türkenkriege war Borča das Zentrum der osmanischen Militärgrenze und wurde stark befestigt. Sie wurde 1717 von den Habsburgern erobert und 1873 Teil von Österreich-Ungarn.
1918 wurde Borča Teil des Königreich Jugoslawien. 1941 wurde es von den Deutschen besetzt und 1944 von den Partisanen eingenommen.

## Verkehr
Seit Dezember 2014 verbindet die fast 1500 Meter lange Mihajlo-Pupin-Brücke als Teil der nördlichen Umfahrung von Belgrad den Ort mit dem Stadtteil Zemun südlich der Donau.